# Ligne bleue du métro de Yokohama
Pour les articles homonymes, voir Ligne bleue.
La ligne bleue (ブルーライン, Burū Rain) est une ligne du métro de Yokohama au Japon. Longue de 40,4 km, elle part de la ville de Fujisawa puis traverse Yokohama du sud au nord. Officiellement, la ligne bleue se compose de la ligne 1 de Shōnandai à Kannai et de la ligne 3 de Kannai à Azamino, mais elle est exploitée comme une seule ligne. Sur les cartes, sa couleur est bleue et est identifiée avec la lettre B. La majeure partie de la ligne est en souterrain sauf 7,6 km qui sont au-dessus du sol.

## Histoire
La première section de la ligne a été inaugurée le 16 décembre 1972 entre Kamiooka et Isezaki-chojamachi (5,2 km, 6 stations). La ligne a ensuite eu plusieurs prolongements :
- 4 septembre 1976 : la ligne va à Kaminagaya (2,8 km, 2 stations) et à Yokohama (3,5 km, 4 stations).
- 14 mars 1985 : la ligne va à Maioka (2 km, 2 stations) et à Shin-Yokohama (7 km, 5 stations)[2].
- 24 mai 1987 : la ligne est prolongée à Totsuka (1,6 km, 1 station).
- 18 mars 1993 : la ligne est prolongée à Azamino, son terminus nord actuel (10,9 km, 7 stations).
- 29 août 1999 : la ligne est prolongée à Shonandai, son terminus sud actuel (7,4 km, 5 stations).

## Caractéristiques

### Ligne
- Écartement : 1 435 mm
- Alimentation : 750 V par troisième rail
- Vitesse maximale : 80 km/h

### Tracé
|  |

### Liste des stations
La ligne bleue comporte 32 stations, identifiées de B01 à B32. La plupart des stations sont constituées de quai de 120 mètres de long. Cinq stations sont en surface (Center Kita, Center Minami, Nakamachidai, Nippa et Kaminagaya).
| Numéro | Station            | Nom japonais   | Distance (km) | Correspondances | Arrondissement Ville | Arrondissement Ville |
| ------ | ------------------ | -------------- | ------------- | --- | -------------------- | -------------------- |
| B01    | Shonandai          | 湘南台         | 0             | Odakyū : Enoshima Sōtetsu : Izumino | Fujisawa             | Fujisawa             |
| B02    | Shimoiida          | 下飯田         | 1,6           | | Izumi                | Yokohama             |
| B03    | Tateba             | 立場           | 3,7           | | Izumi                | Yokohama             |
| B04    | Nakada             | 中田           | 4,8           | | Izumi                | Yokohama             |
| B05    | Odoriba            | 踊場           | 5,7           | | Izumi                | Yokohama             |
| B06    | Totsuka            | 戸塚           | 7,4           | JR East : Tōkaidō, Yokosuka, Shōnan-Shinjuku | Totsuka              | Yokohama             |
| B07    | Maioka             | 舞岡           | 9,0           | | Totsuka              | Yokohama             |
| B08    | Shimonagaya        | 下永谷         | 9,7           | | Kōnan                | Yokohama             |
| B09    | Kaminagaya         | 上永谷         | 11,0          | | Kōnan                | Yokohama             |
| B10    | Konanchuo          | 港南中央       | 12,7          | | Kōnan                | Yokohama             |
| B11    | Kamiooka           | 上大岡         | 13,8          | Keikyū : Keikyū | Kōnan                | Yokohama             |
| B12    | Gumyoji            | 弘明寺         | 15,4          | | Minami               | Yokohama             |
| B13    | Maita              | 蒔田           | 16,5          | | Minami               | Yokohama             |
| B14    | Yoshinocho         | 吉野町         | 17,6          | | Minami               | Yokohama             |
| B15    | Bandobashi         | 阪東橋         | 18,1          | | Minami               | Yokohama             |
| B16    | Isezaki-chojamachi | 伊勢佐木長者町 | 19,0          | | Naka                 | Yokohama             |
| B17    | Kannai             | 関内           | 19,7          | JR East : Negishi | Naka                 | Yokohama             |
| B18    | Sakuragicho        | 桜木町         | 20,4          | JR East : Negishi | Naka                 | Yokohama             |
| B19    | Takashimacho       | 高島町         | 21,6          | | Nishi                | Yokohama             |
| B20    | Yokohama           | 横浜           | 22,5          | JR East : Keihin-Tōhoku, Negishi, Tōkaidō, Yokosuka Keikyū : Keikyū Sōtetsu : Sōtetsu Tōkyū : Tōyoko Yokohama Minatomirai Railway : Minatomirai | Nishi                | Yokohama             |
| B21    | Mitsuzawa-shimocho | 三ツ沢下町     | 23,9          | | Kanagawa             | Yokohama             |
| B22    | Mitsuzawa-kamicho  | 三ツ沢上町     | 24,8          | | Kanagawa             | Yokohama             |
| B23    | Katakuracho        | 片倉町         | 26,7          | | Kanagawa             | Yokohama             |
| B24    | Kishine-koen       | 岸根公園       | 27,9          | | Kōhoku               | Yokohama             |
| B25    | Shin-yokohama      | 新横浜         | 29,5          | JR Central : Shinkansen Tōkaidō JR East : Yokohama Sōtetsu : Shin-Yokohama Tōkyū : Shin-Yokohama                                                | Kōhoku               | Yokohama             |
| B26    | Kita-shin-yokohama | 北新横浜       | 30,8          | | Kōhoku               | Yokohama             |
| B27    | Nippa              | 新羽           | 31,8          | | Kōhoku               | Yokohama             |
| B28    | Nakamachidai       | 仲町台         | 34,1          | | Tsuzuki              | Yokohama             |
| B29    | Center Minami      | センター南     | 36,4          | Métro de Yokohama : ligne verte | Tsuzuki              | Yokohama             |
| B30    | Center Kita        | センター北     | 37,3          | Métro de Yokohama : ligne verte | Tsuzuki              | Yokohama             |
| B31    | Nakagawa           | 中川           | 38,9          | | Tsuzuki              | Yokohama             |
| B32    | Azamino            | あざみ野       | 40,4          | Tōkyū : Den-en-toshi | Aoba                 | Yokohama             |

## Matériel roulant
À l'origine la ligne était équipée de 21 trains de sept voitures, jusqu'en 2006. La ligne bleue utilise des rames de métro série 3000 depuis 1992. La ligne est exploitée avec une flotte de 38 trains de six voitures basée au dépôt de Kaminagaya. Huit trains série 3000A ont été livrés en 1992, sept trains série 3000N en 1999, quatorze trains série 3000R en 2004, huit trains série 3000S en 2006 et le trente-huitième train série 3000V a été livré en avril 2017. 
En octobre 2018, une commande de sept trains de série 3000V en formation de six véhicules a été passée à la société Kawasaki pour remplacer les véhicules existants de la série 3000A. Ces nouveaux trains doivent être livrés entre 2022 et 2023.